# Dům čp. 111 (Štramberk)
Dům čp. 111 stojí na ulici Záuličí ve Štramberku v okrese Nový Jičín. Roubený dům byl postaven v druhé polovině 18. století. Byl zapsán do Ústředního seznamu kulturních památek ČR před rokem 1988 a je součástí městské památkové rezervace.

## Historie
Podle urbáře z roku 1558 na náměstí bylo postaveno původně 22 domů s dřevěným podloubím, kterým bylo přiznáno šenkovní právo a sedm usedlých na předměstí. Uprostřed náměstí stál pivovar. V roce 1614 je uváděno 28 hospodářů, fara, kostel, škola a za hradbami 19 domů. Za panování jezuitů bylo v roce 1656 uváděno 53 domů. První zděný dům čp. 10 byl postaven na náměstí v roce 1799. V roce 1855 postihl Štramberk požár, při něm shořelo na 40 domů a dvě stodoly. V třicátých letech 19. století stálo nedaleko náměstí ještě dvanáct dřevěných domů. Roubený dům čp. 111 byl postaven ve druhé polovině 18. století. Mezi poslední vlastníky byli kostelníci rodiny Sochů. Na počátku 21. století byl rekonstruován.

## Stavební podoba
Dům je přízemní roubená stavba obdélníkového půdorysu orientovaná štítovou stranou k ulici a zadní štítovou stranou přisazena k městským hradbám. Je postaven na vysoké kamenné podezdívce, která vyrovnává svahovou nerovnost. V podezdívce v čelní části jsou sklepní prostory, ve kterých bývaly chlévy a měly samostatný vchod z ulice. Přízemí je roubeno z kuláčů s přesahy v nárožích. V uličním průčelí je jedno okno a jedno malé okno. Levá okapová strana je čtyřosá se vstupem. Sedlová střecha s vikýři je krytá štípaným šindelem. Svisle bedněný štít má podlomenicí s obháňkou, kabřinec a výzorník.